# 쿠르트 크리스토프 폰 슈베린 백작
쿠르트 크리스토프 폰 슈베린(Kurt Christoph von Schwerin, 1684년 10월 26일 - 1757년 5월 6일)는 메클렌부르크 슈베린 대공국을 거쳐 프로이센 왕국에 출사한 귀족, 군인이다. 검은 독수리 훈장 수훈자로 작위는 백작, 군 계급은 원수였다. 프리드리히 대왕의 시대 프로이센의 주요 장군 중 하나로 대왕은 그를 ‘금세기 가장 위대한 장군 중 하나’라고 극찬했다. 교양인으로 알려진 연극에 교예가 깊었던 일면도 가지고 있었다. 슈베린 가는 포메른에서 번성한 가문으로 브란덴부르크 선제후 시대부터 같은 일족 출신이 프로이센을 섬기며 활약했다.

## 생애

### 어린 시절
슈베린은 포메른의 레이비츠에서 태어났다. 어머니는 민 가 출신이었고, 그가 12살 때 아버지가 돌아가셨다. 삼촌 데트 폰 슈베린의 후견을 받고 14세에 네덜란드의 라이덴 대학에 보내져 그곳에서 배운다. 1700년 메클렌부르크-슈베린 공작령으로 돌아가 견습 장교가 되었다. 삼촌의 연대에 들어가 형 데트 베른트 중대 소속 군인으로 생활을 시작했다.

### 대왕의 시대
1740년 프리드리히 대왕이 즉위하자, 슈베린은 원수가 되었고, 백작의 지위를 부여받았다.

## 참고 문헌
- Giles Macdonogh, Frederick the Great A LIFE IN DEED AND LETTERS, （New York: St.Martin's Griffin、2001）
- Joachim Engelmann, Friedrich der Grosse und seine Generale, （Podzun-Pallas-Verlag GmbH, 1988）
- Robert B. Asprey, Frederick the Great The Magnificent Enigma, （New York: Ticknor & Fields、1986）
- Thomas Holcroft, Posthumous works of Frederic II, king of Prussia, Volume 2, （G.G.J. and J. Robinson 1789、Digitized Jan 25, 2008）
- ADB:Schwerin,_Kurd_Christoph_Graf_von Allgemeine Deutsche Biographie, herausgegeben von der Historischen Kommission bei der Bayerischen Akademie der Wissenschaften, Band 33 (1891), ab Seite 421
- de:Kurt Christoph von Schwerin (00:06, 18. Aug. 2009 UTC)

 본 문서에는 현재 퍼블릭 도메인에 속한 브리태니커 백과사전 제11판의 내용을 기초로 작성된 내용이 포함되어 있습니다.